# Język ale
Język ale (dabosse, dobase, dullaj, gobeze, qawko, werizoid, pejoratywnie: gawwada, kawwada) – język wschodniokuszycki używany w Etiopii przez blisko 90 tysięcy osób z Regionu Narodów, Narodowości i Ludów Południa po zachodniej stronie jeziora Czamo.

## Dialekty
- tihinte (dihina)
- gargarte (k’ark’arte)
- dobase (gobeze)
- golango (kollanko, wollango)
- gorroze
- harse (worase)